# Altica subcostata
Altica subcostataes una especie de coleóptero de la familia Chrysomelidae. Fue descrita científicamente por primera vez en 1990 por LeSage.